# یانوشویتسه (استان اشوی‌داشکسیه)
یانوشویتسه (به لهستانی: Januszewice) یک منطقهٔ مسکونی در لهستان است که در گمینا کلوچوسکو واقع شده‌است.